# Johann Lorenz Gasser
Johann Lorenz Gasser (Vienna, 1723 – 1765) è stato un anatomista austriaco.
A lui si deve la scoperta del ganglio di Gasser.